# Meioneta curvata
Meioneta curvata là một loài nhện trong họ Linyphiidae.
Loài này thuộc chi Meioneta. Meioneta curvata được Robert Bosmans miêu tả năm 1979.